# Крейвен, Джордж Гримстон, 3-й граф Крейвен
Джордж Гримстон Крейвен, 3-й граф Крейвен (англ. George Grimston Craven, 3rd Earl of Craven; 16 марта 1841 — 7 декабря 1883) — британский пэр.

## Ранняя жизнь
Родился 16 марта 1841 года на Чарльз-стрит, Лондон. Второй сын Уильяма Крейвена, 2-го графа Крэйвена (1809—1866), и его жены, леди Эмили Мэри Гримстон (1815—1901). Получил образование в школе Харроу в Лондоне.
Его бабушкой и дедушкой по отцовской линии были Уильям Крейвен, 1-й граф Крейвен (1770—1825), старший сын Уильяма Крэйвена, 6-го барона Крейвена, и его жены леди Элизабет Беркли, которая вышла замуж за Карла Александра, маркграфа Бранденбург-Ансбахского, после смерти барона Крейвена, и его жены Луизы, графини Крэйвен и бывшей английской актрисы. Его бабушкой и дедушкой по материнской линии были Джеймс Гримстон, 1-й граф Верулам, и леди Шарлотта Дженкинсон (дочь Чарльза Дженкинсона, 1-го графа Ливерпуля).

## Карьера
С 1860 года — лейтенант шотландской стрелковой гвардии, а с 1864 года — капитан.
Он унаследовал графство 25 августа 1866 года после смерти своего отца. Его мать пережила мужа, и Джорджа более чем на 30 лет дожил до своей смерти в Лондоне 21 мая 1901 года.
Он занимал пост заместителя лейтенанта графства Уорикшир. Лорд Крейвен служил лордом-лейтенантом Беркшира с 1881 по 1883 год.

## Личная жизнь
17 января 1867 года в Шривенеме, графство Беркшир, лорд Крейвен женился на леди Эвелин Лоре Баррингтон (16 июля 1848 — 9 ноября 1924), второй дочери Джорджа Баррингтона, 7-го виконта Баррингтона (1824—1886), и Изабель Элизабет Морритт (1827—1898), дочери Джона Морритта из Рокби-парка . У супругов было шестеро детей:
- Леди Мэри Беатрикс Крейвен (26 ноября 1867 — 26 апреля 1881), умершая незамужней[1].
- Уильям Крейвен, 4-й граф Крейвен (16 декабря 1868 — 9 июля 1921)[5], который в 1893 году женился на богатой америнке Корнелии Мартин, дочери банкира Брэдли Мартина[6] .
- Достопочтенный Руперт Сесил Крейвен (19 апреля 1870 — 9 июля 1959), который в 1899 году женился на Инес Мортон Брум, дочери Джорджа Брума[7]. Они развелись в 1908 году, и в 1925 году он женился на Жозефине Маргаритте Банбери (урожденной Рейшак-и-Гисберт)[1].
- Достопочтенный Чарльз Фредерик Крейвен (10 апреля 1873 — 7 июня 1873), умерший в младенчестве[1].
- Леди Хелен Эмили Крейвен (13 декабря 1874 — 13 октября 1926), в 1901 году вышедшая замуж за подполковника Яна Роуза Иннеса Форбса из замка Ротимей.
- Достопочтенный Чарльз Эрик Крейвен (6 февраля 1879 — 19 июля 1909), женившийся на Амалии Коловратек в 1901 году[1].

Лорд Крейвен скончался 7 декабря 1883 года в Эшдаун-Парке, графство Беркшир. Он был похоронен 9 декабря 1883 года в Бинли, Ковентри, Уорикшир, Англия. Ему наследовал его старший 14-летний сын Уильям Крейвен.